# Red Medicine
Red Medicine è il quarto album in studio dei Fugazi, pubblicato nel 1995 dalla Dischord Records. La copertina rappresenta nella parte alta le lettere "GAZ" della scritta Fugazi presente sull'amplificatore di Ian MacKaye, mentre la parte bassa raffigura il gruppo immerso nell'acqua del mare. Questa parte della foto è al rovescio.

## Tracce
1. Do You Like Me – 3:16
2. Bed for the Scraping – 2:50
3. Latest Disgrace – 3:34
4. Birthday Pony – 3:08
5. Forensic Scene – 3:05
6. Combination Lock – 3:06
7. Fell, Destroyed – 3:46
8. By You – 5:11
9. Version – 3:20
10. Target – 3:32
11. Back to Base – 1:45
12. Downed City – 2:53
13. Long Distance Runner – 4:17

## Formazione
- Ian MacKaye - chitarra, voce
- Guy Picciotto - chitarra, voce
- Joe Lally - basso
- Brendan Canty - batteria